# فرماندهی خلیج فارس
فرماندهی خلیج فارس (انگلیسی: Persian Gulf Command) یک فرماندهی خدمات نیروی زمینی ایالات متحده آمریکا بود که در دسامبر ۱۹۴۳ برای تسهیل تأمین لایحه وام و اجاره تجهیزات جنگی ایالات متحده به اتحاد جماهیر شوروی، از طریق "دالان ایرانی" تأسیس شد.

## تاریخچه
این فرماندهی در سپتامبر ۱۹۴۱، زمانی که هیئت نظامی ایران ایالات متحده، به رهبری سرهنگ ریموند ویلر (سپاه مهندسان ارتش ایالات متحده) تأسیس شد، آغاز شد. در همان زمان، ناحیه ایرانی لشکر آتلانتیک شمالی برای ارائه پشتیبانی ساختمانی تأسیس شد. در اوت ۱۹۴۲، این مأموریت به عنوان فرماندهی خدمات خلیج فارس تغییر نام داد و در دسامبر ۱۹۴۳ به فرماندهی خلیج فارس تبدیل شد. متعاقباً تحت فرماندهی یک سلسله از ژنرال‌های مهندس قرار گرفت. پس از نظامی‌سازی کامل ساخت و ساز توسط وزارت جنگ، منطقه ایران در ماه مه ۱۹۴۳ دیگر وجود نداشت. سه منطقه که مستقیماً تابع فرماندهی منطقه بودند، در نهایت جایگزین آن شدند. در نهایت هزاران پرسنل نیز در عراق کار می‌کردند.
ایران قبلاً توسط نیروهای بریتانیایی و روسی اشغال شده بود که از مخزن نفتی محافظت می‌کردند و ایرانیان طرفدار آلمان را زیر نظر داشتند. آدولف هیتلر معتقد بود که نیروهای نظامی آلمان در نهایت می‌توانند میادین نفتی و راه‌آهنی را که از خلیج فارس به مرز روسیه از میان کوه‌ها می‌گذشت، در اختیار بگیرند. 

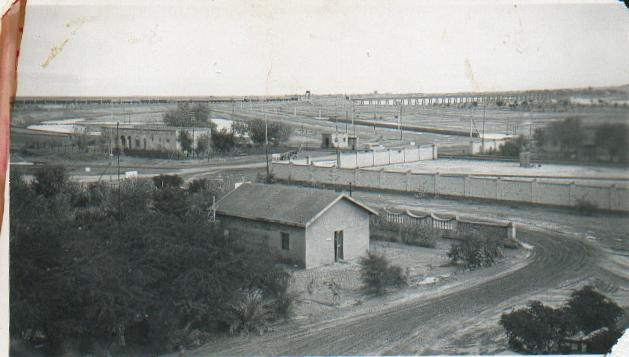
منظره از بالای تپه، ایران، ۱۹۴۲

شرایط در ایران برای نیروهای آمریکایی بیگانه و نامساعد بود، با دمایی گرم‌تر از آنچه برای آن آموزش دیده بودند. کسانی که در تابستان ۱۹۴۲ رسیدند با باران سیل‌آسا و گل و لای بیش از یک فوت مواجه شدند، اما مجبور شدند برای شش ماه بعدی چادر بزنند تا روی زمین بخوابند تا زمانی که کلبه‌ها ساخته شوند. پس از فصل بارندگی، دمای هوا تا ۱۰۰ درجه افزایش یافت،  همراه با طوفان‌های شن که تا یک هفته ادامه داشت و دائماً چشم‌انداز را تغییر می‌داد.

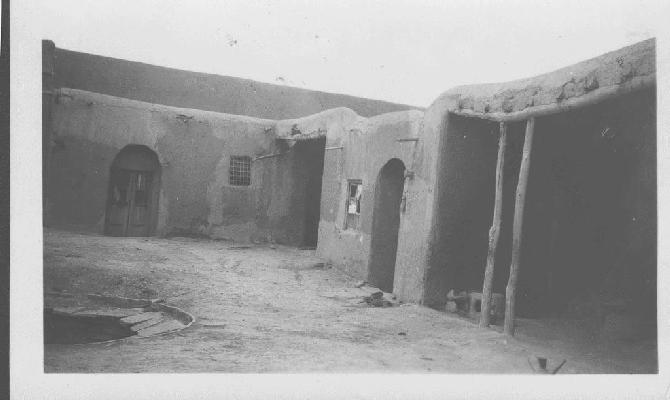
حیاط یک خانه، ایران، ۱۹۴۲

بین سال‌های ۱۹۴۲ تا ۱۹۴۵، ایالات متحده روسیه را به ۱۹۲۰۰۰ کامیون و هزاران هواپیما، خودروی جنگی، تانک، سلاح، مهمات و فرآورده‌های نفتی مجهز کرد. قبل از ساخت کارخانه مونتاژ هواپیما در آبادان، ایران، نیروی هوایی نیروی زمینی ایالات متحده آمریکا بمب‌افکن‌های متوسط  داگلاس ای-۲۰ هاوک را از طریق اقیانوس اطلس به آبادان پرواز می‌داد، جایی که آنها به هواپیماهای روسی تحویل داده می‌شدند. مهندسان ارتش مسیرهای شتر را به بزرگراهی برای کامیون‌ها تبدیل کردند و راه‌آهن را با بیش از ۲۰۰ تونل بهبود بخشیدند تا قطارها بتوانند تانک‌ها و تن‌ها تجهیزات سنگین دیگر را از روی کوه‌ها حمل کنند. در مجموع، بیش از ۴ میلیون تن مواد لند-لیز از طریق کریدور ایران وارد اتحاد جماهیر شوروی شد و این امر سهم حیاتی در تلاش‌های جنگی شوروی داشت.
این فرماندهی، همراه با  ارتش دهم بریتانیا و نیروهای شوروی، امنیت کنفرانس تهران را در پاییز ۱۹۴۳، محل ملاقات رئیس جمهور ایالات متحده فرانکلین دلانو روزولت، نخست وزیر بریتانیا وینستون چرچیل و نخست وزیر شوروی ژوزف استالین، نیز تأمین کرد. نیروهای متفقین در سراسر کشور برای محافظت از رهبران در حالت آماده‌باش بودند و نیروهای بریتانیا، شوروی و آمریکا با هم از یک سوءقصد ادعایی آلمان در این کنفرانس جلوگیری کردند.

## نشان PGC

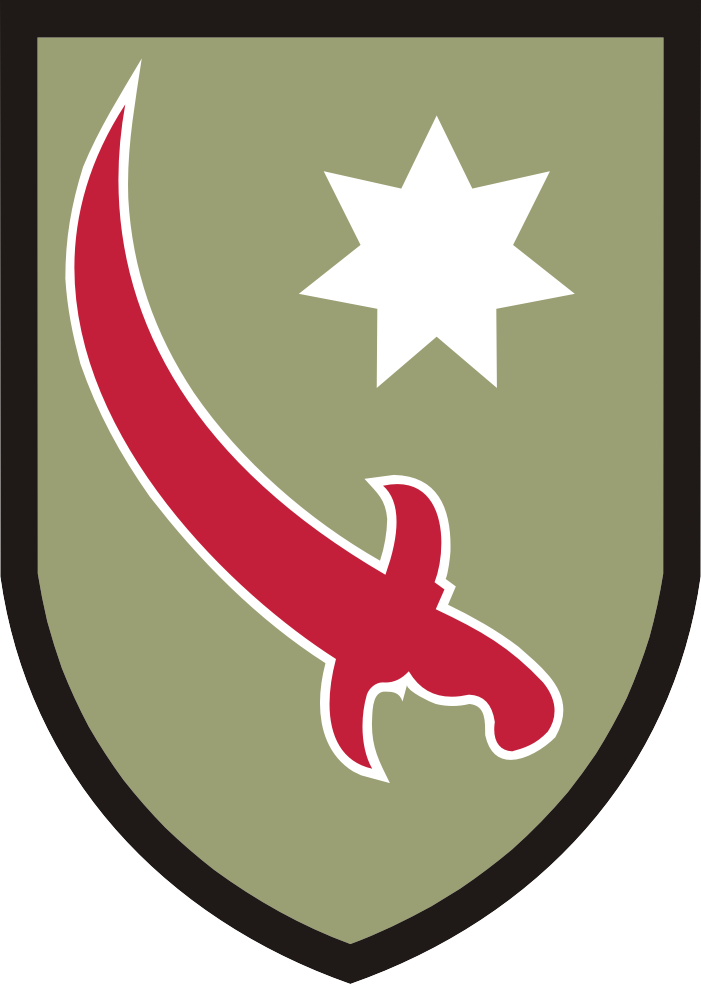
نشان آستین شانه‌ای PGC

نشان آستین شانه‌ای PGC دارای یک سپر سبز به ارتفاع 3 اینچ و یک ستاره سفید 7 پر بالای یک شمشیر قرمز بود که به رنگ سفید خمیده و رو به بالا بود.
شمشیر قرمز، از پرچم ایران (یا پارس) نمایانگر روحیه جنگاوری ایرانیان باستان بود. ستاره هفت پر سفید از پرچم پادشاهی عراق گرفته شده و نمایانگر پاکی و مذهب خاورمیانه است. رنگ سبز سپر نشان دهنده کشاورزی ایران در دوران باستان است و همچنین نماد اسلام، دین هر دو کشور ایران و عراق، می‌باشد. رنگ‌های قرمز، سبز و سفید در پرچم‌های هر دو کشور یافت می‌شوند.
تاریخ تأیید اولیه این نشان در پرونده‌های موسسه نشان‌شناسی ثبت نشده است. مکاتبات مورخ ۱۳ مه ۱۹۴۴ نشان می‌دهد که طرح نشان ممکن است از طبقه‌بندی خارج شود. طرح طبقه‌بندی نشده در ۲۹ اوت ۱۹۴۴ تأیید شد.

## فرماندهان
- سرهنگ دونالد شینگلر، اوت ۱۹۴۲ - اکتبر ۱۹۴۲.
- سرتیپ دونالد اچ. کانلی، ۱۹۴۲–۱۹۴۴.
- دونالد پرنتیس بوث، ژانویه ۱۹۴۵ تا زمان غیرفعال شدن.

## مطالعه بیشتر
- Jackson، Ashley (۲۰۱۸). Persian Gulf Command: A History of the Second World War in Iran and Iraq. New Haven: Yale University Press. شابک ۹۷۸-۰-۳۰۰-۲۲۱۹۶-۱.